# Exarchaat van Carthago

Byzantijnse rijk rond 626

Het exarchaat Carthago of het exarchaat van Afrika, was de naam van een administratieve gebied van het Oost-Romeinse Rijk. Het omvatte Noord-Afrika en haar bezittingen in de westelijke Middellandse Zee. Het werd bestuurd door een exarch of onderkoning. De opdeling samen met het exarchaat van Ravenna werd ingevoerd door keizer Mauricius einde jaren 80 van de 6e eeuw en bleef bestaan tot de islamitische veroveringen in de 7de eeuw.

## Gebied
Noord-Afrika, samen met Sardinië, Corsica en de Balearen werd heroverd door generaal Belisarius tijdens de Vandaalse Oorlog van 533, en gereorganiseerd als de pretoriaanse prefectuur van Afrika door Justinianus I. Het omvatte de provincies Africa, Byzacena, Tripolitania, Numidia, Mauretanië Caesariensis en Mauretanië Sitifensis, met als hoofdstad Carthago. Na de herovering, door generaal Gennadius, van enkele verloren provincies in Noordwest-Afrika en delen van het zuiden van Spanje (Spania) rond 580, kreeg de prefectuur een nieuwe administratieve indeling onder de naam 'exarchaat van Afrika'. De eerste exarch was generaal Gennadius.

## Exarch
Na de herschikking van de Romeinse provincies door Diocletianus, was er een duidelijk onderscheid tussen de civiele en militaire macht, voornamelijk om mogelijke opstanden door te machtige provinciale gouverneurs te verhinderen. Onder Justinianus I werd het proces gedeeltelijk omgekeerd, meer macht voor de provinciegouverneur. Keizer Mauricius ging nog een stap verder, ergens tussen 585 en 590 creëerde hij de functie exarch, hij die het hoogste civiele gezag, praefectus praetorio en de hoogste militaire autoriteit, magister militum combineerde. Hij genoot van een aanzienlijke autonomie ten opzichte van Constantinopel.

## Einde
Na tal van interne strubbelingen en druk van buitenaf, werd Carthago in 698 door amir Hasan ibn al-Nu'man, voor de Omajjaden veroverd.